# دوران طلایی سینمای مکزیک

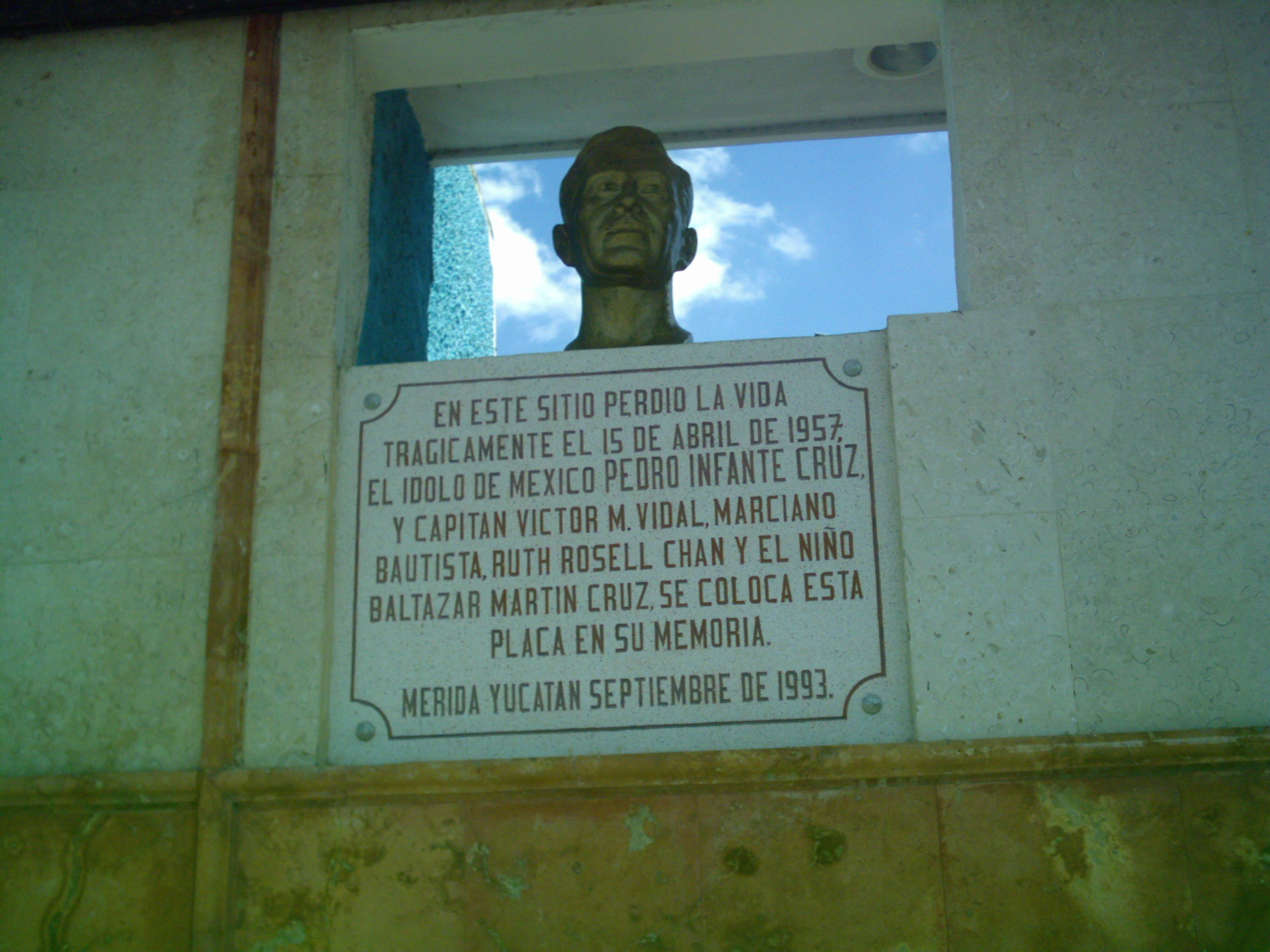
پدرو اینفانته، از او به عنوان یکی از بزرگ‌ترین بازیگران عصر طلایی سینمای مکزیک یاد می‌شود.

عصر طلایی سینمای مکزیک یک دوره رونق در تاریخ سینمای مکزیک است که در سال ۱۹۳۶ با اولین نمایش فیلم Allá en el Rancho Grande آغاز شد و در سال ۱۹۵۶ به اوج خود رسید.
عصر طلایی به‌طور نمادین با فیلم بیا با پانچو بی‌یا برویم در سال ۱۹۳۵، به کارگردانی فرناندو د فوئنتس آغاز شد. در سال ۱۹۳۹، در طول جنگ جهانی دوم، صنعت فیلم در ایالات متحده و اروپا کاهش یافت؛ زیرا مواد اولیه که پیش از این برای تولید فیلم در حال تولید بود، برای صنعت اسلحه جدید بود. بسیاری از کشورها شروع به تمرکز در ساخت فیلم‌های مربوط به جنگ کردند، این فرصت را برای مکزیک فراهم کردند تا فیلم‌های تجاری برای بازارهای مکزیک و آمریکای لاتین تولید کند. این محیط فرهنگی، به دنبال ظهور نسل جدیدی از مدیران و بازیگران به حساب می‌آید، شامل مکزیک، کشورهای اسپانیایی و مخاطبان اسپانیایی زبان.

## سینمای مکزیک
سینمای مکزیک به صنعت فیلم در مکزیک اشاره دارد. تاریخ سینمای مکزیک از اواخر سده ۱۹ میلادی آغاز می‌شود. زمانی که برخی از علاقه‌مندان این رسانه اتفاقات تاریخی، به خصوص انقلاب مکزیک، را مستند کردند و فیلم‌هایی ساختند که به تازگی کشف شده‌اند. جشنواره بین‌المللی فیلم گوادالاخارا که معتبرترین جشنواره فیلم آمریکای لاتین است، در مکزیک برگزار می‌شود.

## ریشه‌ها
در سال ۱۹۳۹ اروپا و ایالات متحده آمریکا درگیر جنگ جهانی دوم بودند و صنایع فیلم این مناطق به شدت تحت تأثیر قرار گرفتند. اروپا به علت موقعیت آن و ایالات متحده به دلیل استفاده از مواد مورد استفاده برای تولید فیلم (مانند سلولز)، کم و کم شد. در سال ۱۹۴۲، زمانی که زیردریایی‌های آلمانی یک تانکر مکزیک را تخریب کردند، مکزیک در جنگ علیه آلمان پیوست.
مکزیک محبوبیت بالایی بین کشورها به دست آورد؛ و صنعت فیلم مکزیک منابع جدیدی از مواد و تجهیزات را پیدا کرد و موقعیت خود را در تولید فیلم‌های با کیفیت در سراسر جهان تأمین کرد. در طول جنگ جهانی دوم، صنعت فیلم در فرانسه، ایتالیا، اسپانیا، آرژانتین و ایالات متحده بر روی فیلم جنگ تمرکز کردند، که باعث شد صنعت فیلم مکزیک، با موضوعات بسیار متنوع، در بازارهای مکزیک و آمریکای لاتین غالب شود.
از زمان آغاز گفتگوها در مکزیک، بعضی از فیلم‌ها مانند  بابا نوئل به کارگردانی آنتونیو مورنو محصول ۱۹۳۱ و The Woman of the Port به کارگردانی آرکادی بویتلر محصول سال ۱۹۳۴، به مانند یک بمب افکن بزرگ بودند که نشان دادند صنعت سینمای مکزیک تجهیزات و استعدادهای مورد نیاز برای حفظ یک صنعت فیلم قوی دارد.
از تاثیرگذارترین فیلم‌های این دوران فیلم Allá en el Rancho Grande  ساخته فرناندو د فوئنتس بود که اولین فیلم سینمای کلاسیک مکزیک بود و به عنوان آغازگر «صنعت فیلم مکزیک» نامگذاری شده‌است.
در اوایل دهه ۱۹۴۰ ظهور استودیوهای بزرگ مکزیکی فیلم در مکزیکوسیتی آغاز شد، آنها شروع به حمایت از تولید انبوه فیلم‌ها کردند.

## فیلم اصلی

### دهه ۳۰
- بابا نوئل (۱۹۳۱)
- ¡Que viva México! (۱۹۳۲)
- La Mujer del Puerto (1934)
- Redes (1934)
- Janitzio (1934)
- Dos Monjes (1934)
- Allá en el Rancho Grande (1936)
- بیا با پانچو بی‌یا برویم (۱۹۳۶)
- Águila o sol  (1937)
- La mujer de nadie (1937)
- The Blood Stain (1937)
- La Zandunga (1938)
- Siboney (1938)
- Los de Abajo (1939)
- La Noche de los Mayas (1939)

### دهه ۴۰
- Ahí está el detalle  (1940)
- Cuando los hijos se van (1941)
- La isla de la Pasión (Clipperton) (1941)
- El baisano Jalil (1942)
- Historia de un gran amor (1942)
- El Conde de Montecristo (1942)
- La Vírgen que forjó una patria (1942)
- Una carta de amor (1943)
- Distinto amanecer (1943)
- دنیا باربارا (۱۹۴۳)
- Flor silvestre (1943)
- ماریا کاندلاریا (۱۹۴۳)
- México de mis recuerdos (1943)
- بابا نوئل (فیلم) (۱۹۴۳)
- Las Abandonadas (1944)
- Bugambilia (1944)
- Naná (۱۹۴۴)
- Campeón sin corona (1945)
- Pepita Jiménez (1945)
- El monje blanco  (1945)
- Enamorada (1946)
- La Otra (1946)
- Gran Casino (1946)
- فدریکو گارسیا لورکا (۱۹۴۶)
- El sexo fuerte
- Los tres García (1946)
- Humo en los ojos (1946)
- La reina del trópico (1946)
- Pervertída (1946)
- Una mujer de Oriente (1946)
- La diosa arrodillada  (1947)
- La perla (1947)
- Músico, poeta y loco (1947)
- En tiempos de la Inquisición (1947)
- El conquistador (1947)
- El niño perdido  (1947)
- Nosotros los pobres (1947)
- Río Escondido (1947)
- Ustedes los ricos (1948)
- Gangsters Versus Cowboys (1948)
- Calabacitas tiernas  (1948)
- Esquina bajan... !  (۱۹۴۸)
- Una familia de tantas (1948)
- Angelitos negros (1948)
- Lola Casanova (1948)
- Maclovia (1948)
- Pueblerina (1948)
- Salón México (1948)
- Los tres huastecos (1948)
- Aventurera (1949)
- Doña Diabla  (1949)
- Duelo en las montañas (1949)
- Calabacitas Tiernas (1949)
- El gran calavera (1949)
- La Malquerida (1949)
- La negra Angustias (1949)
- La oveja negra (1949)
- No desearás la mujer de tu hijo (1949)
- El rey del barrio  (1949)

### دهه ۵۰
- ¡Ay amor... cómo me has puesto! (۱۹۵۰)
- El Ciclón del Caríbe (1950)
- En la palma de tu mano (1950)
- La marca del zorrillo  (1950)
- فراموش‌شدگان (۱۹۵۰)
- Rosauro Castro (1950)
- Sensualidad (1950)
- Siempre tuya (1950)
- Simbad el mareado (1950)
- El suavecito (1950)
- Susana (Carne y demonio) (1950)
- Víctimas del Pecado (1950)
- A. T. M. A toda máquina! (۱۹۵۱)
- ¿Que Te Ha Dado Esa Mujer? (1951)
- El ceniciento  (1951)
- Doña Perfecta (1951)
- Chucho el Remendado (1951)
- Cuando levanta la niebla (1951)
- La hija del engaño (1951)
- Una mujer sin amor (1951)
- Mujeres sin mañana  (1951)
- La noche avanza  (1951)
- El revoltoso (1951)
- La Estatua de carne (1951)
- Subida al cielo (1951)
- Trotacalles (1951)
- El bello durmiente (1952)
- El bruto (1952)
- Pepe el Toro (1952)
- Dos tipos de cuidado (1952)
- Él (1952)
- Me traes de un ala (1952)
- Camelia (1952)
- Sandra, la mujer de fuego (1952)
- El rebozo de Soledad (1952)
- رابینسون کروزوئه (فیلم ۱۹۵۴) (۱۹۵۲)
- pernt tyrnt (1953)
- La ilusión viaja en tranvía (1953)
- El mariachi desconocido (1953)
- Raíces (1953)
- Mis Tres Viudas Alegres (1953)
- El Niño y la Niebla (1953)
- El rapto (1953)
- Reportaje (1953)
- تیوانتپک (۱۹۵۳)
- Escuela de vagabundos  (1954)
- Maldita ciudad (1954)
- El Casto Susano (1954)
- Abismos de Pasión (1954)
- El vizconde de Montecristo (1954)
- Un extraño en la escalera (1955)
- زندگی جنایت‌بار آرچیبالدو دلا کروز (۱۹۵۵)
- Historia de un abrigo de mink (1955)
- El inocente (1955)
- La Escondida (1955)
- Lo que le pasó a Sansón (1955)
- El médico de las locas (1955)
- ¡Qué bravas son las costeñas! (۱۹۵۵)
- El gato sin botas (1956)
- Ladrón de cadáveres (1956)
- مرگ در باغ (۱۹۵۶)
- Torero (1956)
- Pablo y Carolina (1957)
- El vampiro (1957)
- Tizoc (1957)
- El Rio y la Muerte (1957)
- Yambao (1957)
- نازارین (۱۹۵۸)
- La Estrella Vacia (1958)
- Macario (1959)
- La Cucaracha (1959)
- Las señoritas Vivanco
- Yo... el aventurero (1959)
- Dos Corazones y un Cielo (1959)

## افراد

### بازیگران
- رودولفو آکوستا
- Amalia Aguilar
- Antonio Aguilar
- Luis Aguilar
- Alma Rosa Aguirre
- Beatriz Aguirre
- Elsa Aguirre
- Luis Aldás
- ارنستو آلونسو
- Sofía Álvarez
- Raúl de Anda
- پدرو آرمنداریز
- Ramón Armengod
- Amparo Arozamena
- Eduardo Arozamena
- Antonio Badú
- Rafael Banquells
- مچه باربا
- آنیتا بلانک
- Armando Calvo
- Dolores Camarillo
- Roberto Cañedo
- Fernando Casanova
- Marcelo Chávez
- Roberto Cobo
- خواکین کوردرو
- Isabela Corona
- Mapy Cortés
- Rosa de Castilla
- آرتورو دی کوردوا
- Amanda del Llano
- دولورس دل ریو
- Lilia del Valle
- Mimí Derba
- Silvia Derbez
- ایراسما دیلیان
- Columba Domínguez
- Irma Dorantes
- Evangelina Elizondo
- Antonio Espino "Clavillazo"
- مانولو فابرگاس
- ماریا فلیکس
- امیلیو فرناندز
- Fernando Fernández
- Freddy Fernández
- Esther Fernández
- Flor Silvestre
- Rosita Fornés
- Consuelo Frank
- Ángel Garasa
- سارا گارسیا
- Ramón Gay
- Carmelita González[۳]
- Eulalio González "Piporro"
- Rosario Granados
- Maruja Grifell
- Prudencia Grifell
- Emilia Guiú
- Tito Guízar
- Anabel Gutiérrez
- Miguel Inclán
- Stella Inda
- پدرو اینفانته
- Rebeca Iturbide
- Tito Junco
- Víctor Junco
- کتی هورادو
- Famie Kaufman "Vitola"
- لیبرتاد لامارکه
- Ana Bertha Lepe
- مارگا لوپز
- Carlos López Moctezuma
- ایگناسیو لوپز تارسو
- ریتا ماسه‌دو
- Delia Magaña
- María Victoria
- گلوریا مارین
- María Elena Marqués
- Adalberto Martínez "Resortes"
- Arturo Martínez
- Jorge Martínez de Hoyos
- Manuel Medel
- Lilia Michel
- میروسلاوا
- خورخه میسترال
- Jose Mojica
- Carmen Molina
- ریکاردو مونتالبان
- Carmen Montejo
- Yolanda Montes "Tongolele"
- سارا مونتیل
- Mario Moreno "کنتینفلس"
- Evita Muñoz "Chachita"
- Jorge Negrete
- ادواردو نوریگا (بازیگر مکزیکی)
- رامون نووارو
- Juan Orol
- Andrea Palma
- Leticia Palma
- Joaquín Pardavé
- Víctor Parra
- Blanca Estela Pavón
- Ana Luisa Peluffo
- سیلویا پینال
- María Antonieta Pons
- لیلیا پرادو
- Chula Prieto
- Rosita Quintana
- Enrique Rambal
- گوستاوو روخو
- Rubén Rojo
- گیلبرت رولان
- اما رولدن
- Rosa Carmina
- Martha Roth
- Wolf Ruvinskis
- Abel Salazar
- Lina Salomé
- Manolita Saval
- Fanny Schiller
- نینون سویا
- Estanislao Shilinsky Bachanska
- David Silva
- آرماندو سیلوستر
- آندرس سولر
- Domingo Soler
- Fernando Soler
- خولیان سولر
- Fernando Soto "Mantequilla"
- Arturo Soto Rangel
- Su Muy Key
- لوپیتا توبار
- Emilio Tuero
- Germán Valdés "Tin Tan"
- Yolanda Varela
- لوپه به‌لز
- خولیو بیارئال
- Ariadne Welter
- María Luisa Zea

### سینماگران
- گابریل فیگوروا
- الکس فیلیپس
- روساریو سولانو

### فیلمسازان
| - خولیو براچو - لوئیس بونوئل - خوان بوستیلو اورو - تیتو دیویسون - امیلیو فرناندز - فرناندو د فوئنتس - روبرتو گاالدون | - ماتیلد لندتا - فرناندو مندز - خوان اورول - خوان جی اورتگا - اسمایل رودریگز - فرناندو سولر - خولیان سولر |

### فیلمنامه‌نویس
- لوئیس آلکوریزا
- آرکادیا بویتلر
- لوئیس بونوئل
- خوان بوستیلو اورو
- هومبرتو گومز لندرو
- آنتونیو گوسمان آگیلرا
- مائوریثیو ماگدالنو

## استودیو
- عقاب فیلم
- کامو استودیو
- کلاسا فیلم
- دیانا فیلم س.ا.
- سینمایی کالدرون
- میر و بروکس
- رودریگز فیلم
- پریدا فیلم